# Авеню А
Авеню А (англ. Avenue A) — авеню з півночі на південь, розташоване в Мангеттені, Нью-Йорк, на схід від Першої авеню та на захід від Авеню B. Пролягає від Х'юстон-стріт до 14-ї вулиці, де продовжується в кільцеву дорогу в Стайвесант-Таун, з’єднуючись з авеню B Нижче Х'юстон-стріт авеню А продовжується як Ессекс-стріт.
Вважається західним кордоном Альфабет-Сіті в Іст-Віллидж а також західна межа Томпкінс-сквер-парк.

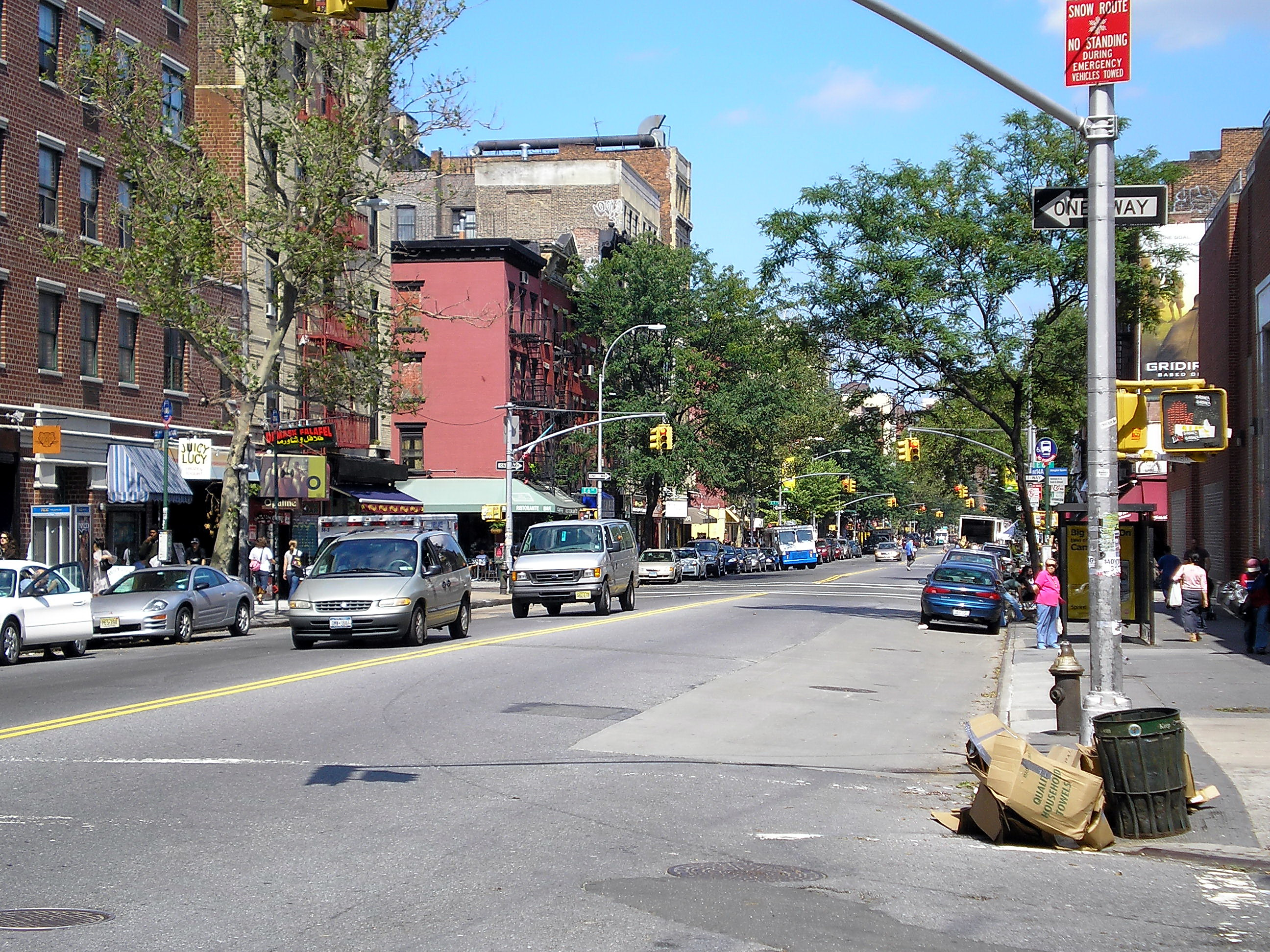
Авеню А на схід від 5-ї вулиці